# Ommata amanoaphila
Ommata amanoaphila là một loài bọ cánh cứng trong họ Cerambycidae.